# Литий в живых организмах
Литий (Li) относится к эссенциальным (жизненно необходимым) микроэлементам. Литий содержится в следовых количествах в почве, минералах, воде, откуда его извлекают растения. В организм человека и животных литий поступает преимущественно в составе растительных продуктов и с питьевой водой.
Ионы лития могут действовать на метаболизм простых сахаров, обмене липидов и нуклеиновых кислот. Литий необходим для регулировки работы ряда ферментов, гормонов, витаминов, факторов роста. От иона лития зависят синтез нейромедиаторов, регуляция воспаления, обмен углеводов и жиров. Особо следует выделить роль лития в работе ЦНС (нейротрофическое, нейропротекторное, нормотимическое действие). От ионов лития, в частности, зависит активность 47 белков протеома человека и модуляция экспрессии 208 генов в коре головного мозга.

## Литий и диета
Основными источниками лития для человека являются питьевая вода и определённые растения (свёкла, морковь, репа, лепестки роз). Среди животных продуктов источником лития можно назвать почки (при условии, если животное получало достаточно лития с пищей). В связи с негативными изменениями рациона и снижением содержания лития в почвах в последние десятилетия поступление лития с пищей сокращается. Кофеин, газированные напитки, алкоголь, избыток поваренной соли, искусственные красители ускоряют выведение лития из организма. При использовании бытовых фильтров для воды литий будет практически полностью удаляться.

## Литий в тканях
В организме взрослого человека содержится около 70 мг лития. Концентрации лития в тканях возрастают в ряду волосы < легкие < сердце < кости < почки < печень < мозг. Концентрации ионов лития в биологических жидкостях организма (кровь, лимфа, ЦСЖ) не превышают 0,2 ммоль/л. Следует, однако, учитывать, что нормофизиологическое содержание лития в крови и в других тканях недостаточно исследовано, поскольку измерения концентраций лития практически всегда проводятся на фоне терапии препаратами лития.
Для оценки литиевого гомеостаза организма обычно используется скорость натриево-литиевого противотранспорта в эритроцитах (Na+/Li+ ПТ). Если скорость «вытекания» лития из эритроцитов превышает скорость вытекания ионов натрия, то это говорит о более быстром истощении динамического депо лития в эритроцитах. При этом, уровень лития в плазме крови повышается.

## Дефицит лития
Дефицит лития, как правило, развивается по следующим причинам:
- Низкое содержание лития в питьевой воде;
- Генетическая предрасположенность к быстрому выводу лития из организма;
- Высокий уровень стресса;
- Редкое и недостаточное употребление растительных продуктов, которые являются пищевыми источниками лития: репа, свекла, морковь, кизил, варенье из роз;
- Употребление продуктов, вытесняющих литий из организма: кофеин, газированные напитки, алкоголь, искусственные красители;
- Избыточное употребление поваренной соли;
- Патологии почек.

Так как литий относится к микроэлементам, то его дефицит и субдефицит не имеют ярко выраженных специфических симптомов. В то же время, недостаточное поступление лития в организм человека создаёт предпосылки для серьёзных нарушений в работе организма человека или влияет на возникновение и развитие некоторых заболеваний:
- Недостаточная обеспеченность литием и магнием способствует дестабилизации настроения и повышению риска развития депрессии[8].
- Возрастает риск асоциального поведения, развития зависимостей различного вида (алкоголизм, наркомания, игромания), вплоть до суицидального поведения[9].
- При концентрации лития в питьевой воде менее 5 мкг/л риск развития деменции увеличивается на 22 %[10].
- Внутриклеточный дефицит лития является фактором риска гипертонической болезни, сахарного диабета и избыточной массы тела.[11][12]
- Исследования волос 8000 пациентов показали, что низкие значения содержания лития в волосах (менее 0.015 мкг/г) ассоциированы с повышенным риском депрессии, ожирения, диабета, суицидального поведения, хронического стресса и артериальной гипертонии.[13]

## Роли лития в ЦНС
Ионы лития избирательно накапливаются в ЦНС, преимущественно в лобных долях. Литий влияет на экспрессию генов в коре головного мозга, необходим для поддержания роста клеточных структур коры головного мозга и биосинтеза различных нейромедиаторов: ацетилхолина, энкефалинов, катехоламинов (в том числе допамина), серотонина и др.
Ионы лития влияют на метаболизм и активность рецепторов ацетилхолина (в частности, на активность ацетилхолинэстеразы и на секрецию ацетилхолина в коре головного мозга), способствуют стабилизации мускариновых рецепторов ацетилхолина, регулируют активность мускариновых рецепторов и протеинкиназы С (в частности, в нейронах гиппокампа).
Литий участвует в регуляции уровня дофамина, что позволяет использовать препараты лития для торможения симптоматики биполярного расстройства. Также, ионы лития модулируют активность рецепторов серотонина: активируют 5-HT1А и 5-HT1B рецепторы, проявляют ингибирующий эффект по отношению к 5-HT(2B/2C) и 5-HT(3) рецепторам.
Литий способствует повышению концентрации Met-энкефалина в отделах головного мозга, отвечающих за поведение, эмоциональность речи и формирование условных рефлексов. Ионы лития воздействуют и на активность рецепторов других нейротрансмиттеров: повышают уровни рецепторов ГАМК, тормозят формирование зависимости от каннабиноидов, что позволяет использовать их в терапии химической зависимости. Иными словами, литий воздействует на эмоциональный фон, активность нервной системы, сглаживает нежелательную психомоторную активность, снижает риски формирования различных зависимостей, агрессивного или суицидального поведения.

## Нейротрофическое и нейропротекторное действие
Ионы лития необходимы для роста и развития нейронов; литий также участвует в поддержке выживания нейронов в условиях стресса. Нейротрофические и нейропротекторные свойства ионов лития реализуются посредством активации нейротрофического каскада Wnt, регулирущего деление и рост клеток. Литий стимулирует дифференциацию клеток-предшественников нейронов, дифференцировку астроцитов, повышает продукцию миелина, поддерживает жизнеспособность нейронов, экспрессию BDNF (мозговой нейротрофический фактор).
Литий чрезвычайно важен для восстановления мозговых функций при нейродегеративных заболеваниях и других проблемах. Терапия литиевыми препаратами у пациентов с нейродегенеративными заболеваниями вызывает увеличение объёма серого вещества.Аскорбат лития и цитрат лития повышают выживаемость нейронов в условиях слабого, умеренного и сильного глутаматного стресса, который возникает при нейродегенеративных и ишемических повреждениях мозга.
Воздействие лития на уровни инозитолмонофосфатов способствует нейропротекции и защищает клетки от нейротоксического действия метамфетамина. Литий тормозит нейротоксичное действие бета-амилоида в нейронах посредством активации аутофагии (то есть процесса переработки дисфункциональных молекул белков внутри клетки), что важно в терапии нейродегенеративных заболеваний.

## Углеводный обмен
Литий непосредственно влияет на транспорт углеводов через различные мембраны клеток. Ионы лития тормозят избыточный глюконеогенез в печени, участвует в регуляции процессов утилизации глюкозы в головном мозге, в печени и в мышцах влияя на активность гликолитических ферментов. Литий влияет на секрецию инсулина и на повышение чувствительности различных типов клеток к инсулину (в том числе нейронов). В инсулинрезистентных клетках ионы лития способствуют активации транспорта глюкозы внутрь клеток посредством потенцирования внутриклеточных сигнальных путей инсулина (в частности, сигнального белка p38-МАРК). Литий модулирует секрецию инсулина, снижая «выбросы» инсулина. Инсулинорезистентность, в свою очередь, влияет на скорость натриево-литиевого противотранспорта (Na+/Li+ПТ) в эритроцитах: у пациентов с сахарным диабетом Na+/Li+ ПТ > 0,40 ммоль/ч/л. Высокая интенсивность натрий-литиевого противотранспорта является указателем на развитие диабетической нефропатии.

## Регуляция артериального давления
Увеличение концентрации лития в плазме крови является одним из адаптационных механизмов снижения АД. Повышение концентрации ионов лития в крови происходит посредством Na+/Li+ ПТ. Литий воздействует на артериальное давление, регулируя активность ренина, ангиотензина, норадреналина, альдостерона и натрий-уретического пептида предсердий, воздействуя на синтез оксида азота и на баланс вазодилаторных и вазоконстрикторных простагландинов.

## Иммунитет и кроветворение
Литий, модулируя каскад арахидоновой кислоты, воздействует на процессы воспаления. Кроме того, литий способствует регуляции уровней провоспалительных цитокинов. Литий вызывает увеличение количества гематопоэтических стволовых клеток как прямо, так и косвенно (стимулируя высвобождение цитокинов). Препараты лития используются при миелосупрессорной химиотерапии. Ионы лития способствуют улучшению гемодинамики и процессов кроветворения (в частности, увеличению уровней фактора роста колоний лейкоцитов).

## Применение в медицине
Препараты лития в разных формах применяются в психиатрии, неврологии, реже — в трансплантологии и онкологии (для борьбы с последствиями химиотерапии). Также литий находит применение в офтальмологии и для борьбы с ожирением.
- При биполярном расстройстве соли лития являются терапией первой линии. Используют более десяти солей лития (карбонат, цитрат, хлорид, сульфат[43][44], лактат, салицилат, аскорбат, орорат).
- Для лечения алкогольной, наркотической зависимости применяют аспартатиорорат лития.[45][46]
- При обсессивно-компульсивном расстройстве у пациентов, устойчивых к стандартной терапии, соли лития уменьшают выраженность симптомов[47].
- Для борьбы с игроманией и при других болезнях зависимости применяют карбонат и аскорбат лития.
- Для лечения депрессии. Микродозы аскорбата лития приводят к регрессу проявлений депрессии, улучшению когнитивных функций[48], улучшению настроения, повышению активности и работоспособности.[49]
- С целью снижения психопатологических последствий приема амфетаминов: суицидального поведения, маниакального поведения, гиперактивности[50].
- В неврологии для профилактики и лечения ишемии головного мозга и нейродегенеративных заболеваний.[51][52]
- Гематология — в лечении нейтропении[42] при миелосупрессорной химиотерапии.
- В трансплантологии — при трансплантации костного мозга[42].
- Для борьбы с ожирением: аскорбат лития в физиологических дозах способствует снижению веса у пациентов с избыточной массой тела[53]. Дотации лития способствуют нормализации выработки «гормонов похудания» — адипонектина, лептина и ИФР-1.[11] Изучаются возможности применения лития для замедления болезни Альцгеймера[30], при болезни Хантингтона[54], синдроме Туретта[55].

## О фармакологии лития
Основная статья: Препараты лития
В качестве лекарственного средства используется прежде всего карбонат лития, иногда — в виде препаратов пролонгированного действия. Он проявляет общие для всех препаратов лития нормотимические и седативные свойства. Быстро всасывается после приёма внутрь. Назначают его после еды, для уменьшения раздражающего действия на слизистую оболочку желудка. Часто назначаемый литиевый препарат, цитрат лития, не применяется в России. Он имеет те же основные фармакологические свойства, что и карбонат лития.
Преимущество пролонгированных лекарственных форм состоит в том, что они создают более длительную стабильную концентрацию ионов лития в крови, поэтому более удобны для применения и оказывают более выраженное профилактическое и лечебное действие при равных дозировках. К ним относятся Микалит, Lithionit-durel, Lithii-durulez, Quilonum retard, Контемнол (Contemnolretard), Litosan SR и другие. Микалит содержит микрокапсулы с карбонатом лития, выпускается в капсулах по 500 мг.
Лития оксибутират, кроме общих свойств литиевых препаратов, проявляет все эффекты, свойственные оксибутирату натрия. Побочные эффекты в сравнении с карбонатом лития выражены значительно слабее, поскольку для развития терапевтического эффекта требуется меньшая концентрация лития в крови. Оказывает более выраженное седативное действие, обладает более высокой активностью. Показания, противопоказания и побочные действия те же, что у карбоната лития. Помимо лечения аффективных расстройств, он применялся также при психопатиях, неврозах, при органических заболеваниях нервной системы с рецидивирующими аффективными нарушениями и, кроме того, может использоваться в качестве антигипоксического средства. Имеются данные об антиаритмическом действии оксибутирата лития.
Соль лития и никотиновой кислоты, никотинат лития, под названием «Литонит» была предложена в качестве вспомогательного средства для комплексной терапии алкоголизма. Никотиновая кислота улучшает обменные процессы и показатели гемодинамики, а литий ослабляет аффективные нарушения. Литонит применяли для снижения тяги к алкоголю, для ослабления явлений алкогольной абстиненции, а также при остром опьянении в сочетании с другими средствами и способами лечения.
Аскорбат лития, продающийся в РФ под торговым наименованием «Нормотим», является биологически активной добавкой, а не лекарством, и его терапевтическое действие не проверялось в качественных клинических испытаниях — иными словами, аскорбат лития не может являться альтернативой таким препаратам, как карбонат лития, и применяться при терапии аффективных расстройств. Тем не менее, «Нормотим» показал хорошие результатыпри расстройствах настроения и адаптации95, а также в борьбе с ожирением. В частности, стабилизация настроения начала проявляться начиная со 2-3 недели приема препарата Нормотим® и наблюдалась в течение всего периода приема. Благодаря низкому содержанию безопасной формы лития (аскорбат), может применяться для восполнения недостаточности лития в повседневном рационе с целью профилактики депрессии, суицидальному поведению, деменции, диабетической нефропатии, зависимостей, склонности к ожирению.

## Токсичность солей лития
Токсичность карбоната лития в высоких дозировках обусловлена проблемой узкого терапевтического коридора (концентрация лития в крови не должна выходить за пределы диапазона 0,8-1,2 ммоль/л). При профилактическом приёме диапазон ещё уже (0,5-0,8 ммоль/л). Симптомы интоксикации карбонатом лития (светобоязнь, нистагм, тремор) наступают при концентрации лития в крови более 1,6 ммоль/л; концентрации лития более 2,5 ммоль/л соответствуют тяжёлому отравлению. Достижение опасного уровня лития в крови наблюдается уже при использовании умеренных доз карбоната лития (1-3 г/сут). Применение высоких доз (4-9 г/сут) в остром периоде биполярного расстройства или алкогольного делирия требует особо тщательного контроля концентраций лития в крови.
Побочные эффекты лечения карбонатом лития включают диабет, субклинический гиперпаратиреоз, гипотиреоз, увеличение количества нейтрофилов, эозинофилов и, отчасти, моноцитов. Например, дисфункция щитовидной железы, возникающая в результате длительного приёма терапевтических доз карбоната лития, встречается у 14-17 % пациентов в виде диагностируемого гипотиреоза и у 19-35 % пациентов в виде субклинического гипотиреоза. Карбонат лития относится к третьему классу токсичности (ЛД50=531 мг/кг), а аскорбат лития — к пятому классу токсичности (ЛД50 более 5000 мг/кг), то есть аскорбат лития в 12 раз менее токсичен, чем карбонат лития.

## Литий в растениях
Литий участвует в белково-нуклеиновом обмене растений посредством регуляции активности энзимов, влияет на состав белков и нуклеиновых кислот. Также участвует в углеводном обмене растений, влияет на скорость фотодыхания и интенсивность фотосинтеза в репродуктивный период. Литий необходим для накопления растениями аскорбиновой кислоты и для поддержки противовирусного иммунитета растений.

### Поступление и накопление лития в растениях
Поступление лития в растение зависит, в первую очередь, от содержания микроэлемента в почве и почвообразующих породах, гранулометрического состава (в тяжёлых почвах содержится больше лития), выщелоченности, наличия карбонатов кальция (снижают усвоение лития) и засолённости. Больше всего лития накапливают листья и корни растений. Накопление лития в разных растениях зависит от семейства:
- Пасленовые, фиалковые, лютиковые аккумулируют литий в любых условиях, охотно растут на почвах с высоким содержанием лития. Содержание лития в этих растениях примерно 60 мг/кг сухого вещества.
- Мята длиннолистная, верблюжья колючка — содержат 20-45 мг лития на кг сухого вещества и полностью безразличны к его содержанию в почве.
- Бобовые накапливают литий в небольших количествах — 4,8-7,9 мг/кг сухого вещества, но не избегают обогащённых им земель.
- Злаковые и губоцветные плохо растут на почвах с высоким содержанием лития и аккумулируют его в малых количествах.[67]

### Влияние на урожайность
Исследования влияния лития на урожайность ведутся в двух направлениях: (1) толерантность растительных организмов к высокому содержания лития (в связи с загрязнением окружающей среды промышленными отходами) и (2) повышение урожайности и качества сельскохозяйственных культур при использовании лития в качестве микроудобрения. Удобрение почвы литием по-разному действует на различные сельскохозяйственные культуры:
- Подкормка литием гречихи повышает содержание лития в плодах (с 1,4 до 1,7 мг/кг), но снижает урожайность на 10-60 %, в зависимости от вида почвы.
- Ячмень индифферентен к содержанию лития.
- Подкормка литием картофеля увеличивает урожайность, в том числе вследствие увеличения размеров клубней.
- Томаты в зависимости от почвы либо не реагируют на внесение лития, либо небольшим снижением урожайности. При этом разрастаются околоплодники, а содержание лития в плодах увеличивается (с 2 до 3,7 мг/кг).

В настоящее время используют литиевые удобрения для повышения урожайности картофеля, винограда и табака. В удобрения литий входит в форме сульфата, карбоната или хлорида.
См. также
Биологически значимые элементы
Кальций в живых организмах
Литий
Препараты лития